# Ільїцино (Бежецький район)
Ільїцино (рос. Ильицино) — присілок в Бежецькому районі Тверської області Російської Федерації.
Населення становить 20 осіб. Входить до складу муніципального утворення Лаптихинське сільське поселення.

## Історія
Від 2005 року входить до складу муніципального утворення Лаптихинське сільське поселення.

## Населення
| 2008 | 2010 |
| ---- | ---- |
| 22   | ↘20  |